# Egmont Münzer
Egmont Münzer  (* 4. Mai 1865 in Praschno-Augerd; † 1924) war ein böhmischer Mediziner und Hochschullehrer an der Deutschen Universität Prag.
Münzer studierte an der Universität Prag Medizin mit der Promotion 1887. Ab 1886 war er Demonstrator in Histologie und ab 1887 Assistent in Physiologie bei Ewald Hering. 1889 wurde er Assistent in der zweiten medizinischen Klinik und habilitierte sich 1892 in Innerer Medizin. 1894 gab er seine Assistentenstelle auf und wurde praktizierender Arzt und Privatdozent. 1907 wurde er außerordentlicher Professor an der Deutschen Universität Prag.
Münzer veröffentlichte über Anatomie des Nervensystems und Stoffwechselphysiologie. Er war Autor in der Real-Encyclopädie der gesammten Heilkunde.